# Veenorchis
De veenorchis (Dactylorhiza sphagnicola) is een Europese orchidee.
Het is een zeer zeldzame soort (vaak ook benoemd als ondersoort van Dactylorhiza majalis) die voorkomt in hoogveengebieden.

## Etymologie
De soortaanduiding sphagnicola is ontleend aan het Latijn en betekent 'bewoner van veenmossen', wat betrekking heeft op het voorkeursbiotoop van deze soort.

## Synoniemen
- basioniem: Orchis sphagnicola Höppner (1927)
  - Dactylorchis sphagnicola (Höppner) Verm. (1947)
  - Dactylorhiza incarnata subsp. sphagnicola (Höppner) H.Sund. (1980)
  - Dactylorhiza sphagnicola (Höppner) Aver. (1984)
  - Dactylorhiza majalis subsp. sphagnicola (Höppner) H.A.Pedersen & Hedrén (2004)
- Orchis × pseudotraunsteineri subsp. hoeppneri A.Fuchs (1919)
  - Orchis hoeppneri (A.Fuchs) Höppner ex Verm. (1947)
  - Dactylorhiza hoeppneri (A.Fuchs) Soó (1960)
- Dactylorchis deweveri Verm. (1949)
  - Dactylorhiza deweveri (Verm.) Soó (1962)
- Dactylorhiza sennia Vollmar (2001 publ. 2002)
- Dactylorhiza majalis subsp. calcifugiens H.A.Pedersen (2004)

## Kenmerken

### Plant
De veenorchis is een overblijvende geofyt. Het is een middelgrote (maximaal 50 cm), slanke plant met een stijve, holle bloemstengel, vier verspreid staande en ongevlekte bladeren, en een tot 9 cm lange, dicht- en rijkbebloemde bloeiaar met lichtroze bloemen, die boven de bladeren uitsteekt.

### Bladeren
De bladeren zijn lijnlancetvormig, minstens zeven keer zo lang als breed. De onderste twee bladeren zijn tot 24 cm lang en maar 2 cm breed, het tweede meestal langer dan het eerste, met een spitse top en iets kapvormend. Het derde blad is tot drie cm breed en schedevormend, en het vierde tot 1,5 cm breed en aangehecht. Ze zijn meestal ongevlekt. Vaak komen hogerop nog enkele kleinere schutbladachtige bladeren voor. Van de echte schutbladeren zijn de onderste veel langer dan de vruchtbeginsels en dikwijls roze gerand.

### Bloemen
De bloemen zijn lichtroze gekleurd. Ze zijn groot en volledig geopend. De zijdelingse kelkbladen zijn afstaand of naar achter geslagen en vertonen soms een donkerder tekening. De lip is breder dan lang, weinig gedeeld, met een gave of soms iets gekartelde rand, in het midden bijna wit. Het honingmerk (de tekening op de lip) bestaat uit iets donkerder stipjes en streepjes. Het spoor is korter dan het vruchtbeginsel.
De bloeitijd is van eind mei tot midden juni.

### Variabiliteit
De variabiliteit binnen deze soort is vrij beperkt.

## Habitat
De veenorchis komt voor op voedselarme, zure, vochtige tot natte bodems in volle zon. Het is een typische soort van hoogveenvegetaties met veel veenmossen (Sphagnum), zoals de associatie van gewone dophei en veenmos. Ze komt ook voor in trilvenen en vennen.

## Verspreiding en voorkomen
De veenorchis is een Noord-Europese soort, die voorkomt van het zuiden van Scandinavië tot de Belgische en Franse Ardennen en Noord-Duitsland.
In België is de plant zeldzaam in de Kempen en de Ardense hoogvlakten, in Nederland uiterst zeldzaam in Limburg (Peel en Brunssummer Heide).

## Verwante en gelijkende soorten
De veenorchis behoort tot het geslacht van de handekenskruiden, waarvan een tiental sterk gelijkende soorten in België en Nederland voorkomen.
Ze kan van de andere soorten onderscheiden worden door het typische habitat en de lengte en vorm van de bladeren.

## Bedreiging en bescherming
De veenorchis wordt vooral bedreigd door het verdwijnen van zijn voorkeurshabitat door drooglegging, ingebruikname door de landbouw of bosbouw, en vermesting van vochtige biotopen.
In Nederland is de plant vanaf 1 januari 2017 niet meer wettelijk beschermd.
In België staat de soort op de Vlaamse Rode Lijst van planten en op de Lijst van wettelijk beschermde planten in België.
In Frankrijk is de soort beschermd op regionaal niveau.